# Rohrbach (Route-du-Vin-du-Sud)
Pour les articles homonymes, voir Rohrbach.
Rohrbach  est une municipalité de la Verbandsgemeinde Herxheim, dans l'arrondissement de la Route-du-Vin-du-Sud, en Rhénanie-Palatinat, à l'ouest de l'Allemagne.

## Histoire
12 août 1793 : combat de Rohrbach